# NGC 672
NGC 672 (другие обозначения — UGC 1256, IRAS01450+2710, MCG 4-5-11, VV 338, ZWG 482.16, KCPG 40B, PGC 6595) — спиральная галактика с перемычкой (SBc) в созвездии Треугольник.
Этот объект входит в число перечисленных в оригинальной редакции «Нового общего каталога».
Образует физическую пару с галактикой IC 1727, которая находится в менее чем 90 тысячах световых лет от NGC 672. 
Галактика является симметричной спиралью с перемычкой и чётко выраженными спиральными рукавами.
Галактика NGC 672 входит в состав группы галактик NGC 672. Помимо NGC 672 в группу также входят NGC 784 и IC 1727.